# Ковачова (округ Зволен)
Ковачова (словац. Kováčová, угор. Kovácsfalva) — село, громада в окрузі Зволен, центральна Словаччина. Кадастрова площа громади — 7,15 км². Населення — 1552 особи (за оцінкою на 31 грудня 2017 р.).
Перша згадка 1254 року.

## Географія
Протікає Ковачовський потік.

## Населення
| Рік:            | 1994. | 2004.   | 2014.   | 2024.    |
| --------------- | ----- | ------- | ------- | -------- |
| Кількість осіб: | 1381  | 1439    | 1488    | 1695     |
| Різниця:        |       | +4,19 % | +3,40 % | +13,91 % |

| Рік:            | 2023. | 2024.   |
| --------------- | ----- | ------- |
| Кількість осіб: | 1648  | 1695    |
| Різниця:        |       | +2,85 % |